# Max & Moritz (Efteling)
Pour les articles homonymes, voir Max und Moritz (homonymie).
Max & Moritz est une attraction de type montagnes russes dans le parc Efteling aux Pays-Bas.

## Présentation

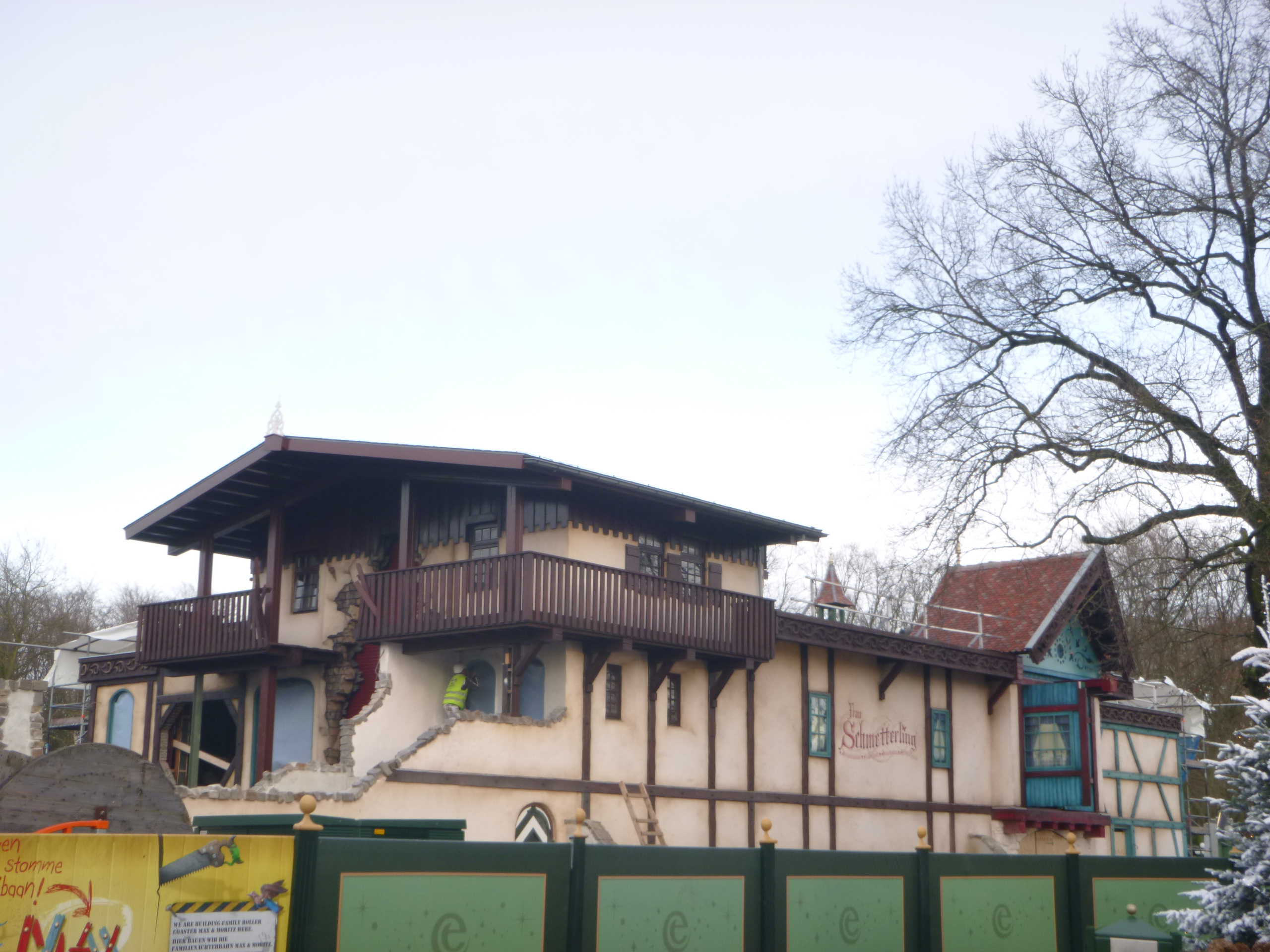
La gare en travaux en décembre 2019.

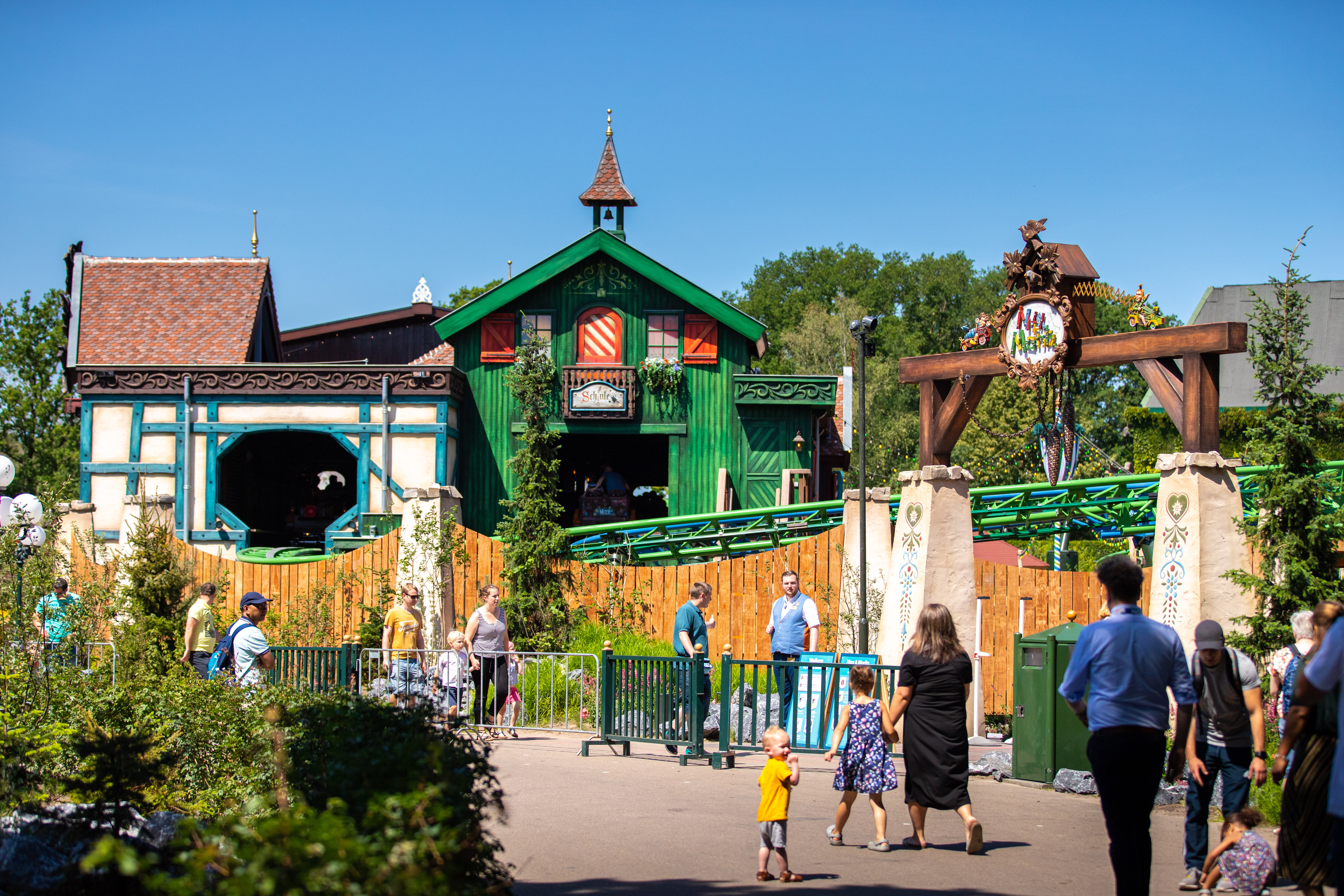
L'entrée de l'attraction en juin 2020.

Max & Moritz se dresse sur le site occupé jusqu'en 2019 par Bobbaan. Son ouverture est à l'origine prévue pour le printemps 2020. À la suite de la fermeture du parc due à la pandémie de Covid-19, l'attraction ouvre le 20 juin 2020. Il s'agit d'un parcours de montagnes russes E-Powered à double voie. Les deux trains quittent la gare dans des directions opposées.
Les montagnes russes sont spécialement conçues pour les enfants de quatre à dix ans,. L'attraction est conçue par Robert-Jaap Jansen, en collaboration avec Karel Willemen pour la gare.
L'attraction est située dans la section Anderrijk du parc. Appelé en français « Royaume Alternatif » ou encore « Royaume de l'Étrange », il occupe la partie méridionale du parc. Cette partie est celle des mondes parallèles et mystérieux.
Le thème des montagnes russes est basé sur l'histoire allemande pour enfants Max et Moritz écrite par Wilhelm Busch en 1865. Dans cette histoire, deux garçons maléfiques jouent sept mauvais tours, dont le dernier se termine mal pour eux. Elle est considérée comme l'un des premiers exemples de bande dessinée. En 1978, l'ouvrage obtient la « Mention » Premio Grafico Fiera di Bologna per l'Infanzia, de la Foire du livre de jeunesse de Bologne en Italie. À Efteling, la mère des deux garçons, Frau Schmetterling, est fatiguée de voir ces deux-ci ne faire que des bêtises. Elle est horlogère de profession et enferme les deux coquins dans son atelier pour les empêcher de faire à l'envers. Les garçons construisent ensuite des véhicules inspirés de la course de caisses à savon avec lesquels ils veulent s'échapper. Les passagers embarquent dans l'une de ces caisses à savon prêts à s'échapper de l'atelier avec les deux filous,.

## Histoire
Les premiers préparatifs pour la construction commencent en juin 2019 avec l'abattage des arbres et l'élargissement des sentiers dans la zone du Bobbaan,. Ce dernier ferme officiellement ses portes le 1er septembre 2019. La démolition débute peu de temps après, afin de préparer l'arrivée de la nouvelle attraction,.

## Données techniques
- Hauteur : 6 mètres
- Vitesse : 36 km/h
- Durée : 2 min 30 s
- Capacité : 1 800 passagers par heure
- Dimensions au sol : 85 m x 65 m
- Système audio embarqué[5].

## Apparence et thème
Le bâtiment de l'attraction est le même que lorsque le Bobbaan s'y dressait. Il a malgré tout été agrandi et restructuré en 2019. Le style alpin est préservé. C'est Ton van de Ven, grand créatif du parc à qui l'on doit aussi entre autres le Vol de rêve, Fata Morgana, Piraña, Villa Volta, Vogel Rok, le Château Hanté, le Peuple des Lavanors, la Pagode, De Halve Maen, qui réalisa la thématique et la décoration en 1984. La gare d'embarquement a alors été bâtie et décorée dans un style autrichien.
La décoration de la façade de ce bâtiment se poursuit sur le restaurant service au comptoir attenant à l'attraction. Ce restaurant s'appelle Steenbok (« La Chèvre » en français). Pendant le Winter Efteling hivernal, le « Marché Bavarois » (Beiersemarkt en néerlandais) s'installe devant l'attraction ; il reprend aussi le thème de la gare d'embarquement. Le public y trouve dégustations et animations hivernales.